# Hilário Rosário da Conceição
Hilário, właśc. Hilário Rosário da Conceição (ur. 19 marca 1939 w Lourenço Marques), mozambicki piłkarz, obrońca grający w reprezentacji Portugalii. Brązowy medalista MŚ 66. Długoletni zawodnik Sportingu.
W Mozambiku grał w Sporting de Lourenço Marques. W 1959 przyjechał do Portugalii i podpisał kontrakt ze Sportingiem. Grał w tym klubie do 1973. W tym czasie trzykrotnie zostawał mistrzem Portugalii (1962, 1966, 1970), tyle samo razy triumfował w Pucharze Portugalii. W 1964 znajdował się wśród zwycięzców Pucharu Zdobywców Pucharów.
W kadrze Portugalii zagrał 39 razy. Debiutował 11 listopada 1959 w meczu ze Szkocją, ostatni raz zagrał w 1971. Podczas MŚ 66 zagrał we wszystkich sześciu meczach Portugalii w turnieju.